# Ritratto di Esmeralda Brandini
Il Ritratto di Esmeralda Brandini è un dipinto a tempera su tavola (67,5x41 cm) di Sandro Botticelli, databile al 1475 circa e conservato nel Victoria and Albert Museum di Londra.

## Storia
Un'iscrizione sul davanzale ricorda Esmeralda Donati, madre di Michelangelo Brandini e quindi nonna dello scultore Baccio Bandinelli e moglie di Viviano Brandini.
Dante Gabriel Rossetti fu uno dei proprietari del dipinto, al quale operò alcuni ritocchi.